# Hyperpression pulmonaire
L'hyperpression pulmonaire est un accident de plongée dont la mise en évidence est assez récente. Il survient chez un plongeur en scaphandre déjà entré en décompression.

## Mécanisme
Les poumons se comportent comme un filtre vis-à-vis des bulles d’azote, ils les retiennent lorsque le plongeur se trouve en surface et les laissent passer au cours de la plongée (application de la loi de Henry). Au cours de la remontée et lors du dégazage, ces bulles sont évacuées et de nouveau filtrées par les poumons en sens inverse.
Une fois la remontée entamée, la loi de Mariotte entrant en jeu, les bulles augmentent de volume et se retrouvent piégées dans les tissus. Lorsque le plongeur provoque l’augmentation de la pression intra-pulmonaire et donc de la pression sanguine, il force le filtre pulmonaire, d’où la dénomination d’hyperpression pulmonaire.
De grosses bulles d'azote franchissent alors le filtre et sont susceptibles de provoquer un accident embolique ; il s’agit le plus souvent d’un accident neurologique de type hémiplégie.

## Causes
Le risque d’augmentation de la pression pulmonaire peut provenir, au cours de la remontée (phase de désaturation) ou après la plongée, dans les cas suivants (non exhaustifs) :
- redescente accompagnée d’une manœuvre de Valsalva ;
- gonflage du gilet à la bouche ;
- effort physique intense (remontée de l'ancre à la main, remontée sur le bateau avec charge lourde, port des blocs de plongée...) ;
- mouchage.

## Traitement
Puisqu’il s’agit d’un accident embolique par bulle d’azote, le traitement sera le même que celui de l’accident de décompression.

## Prévention
Ne pas faire de manœuvre de Valsalva, ne pas gonfler son gilet, ni son parachute à la bouche lorsque la désaturation a été amorcée et ne pas faire d'effort en fin de plongée, ni après.